# Elaphrothrips flavipes
Elaphrothrips flavipes är en insektsart som först beskrevs av Ian A. Hood 1908.  Elaphrothrips flavipes ingår i släktet Elaphrothrips och familjen rörtripsar. Inga underarter finns listade i Catalogue of Life.